# Teplá (Třebenice)
Teplá (německy Töplei, Töpley, Tepley) je malá vesnice, část města Třebenice v okrese Litoměřice. Nachází se něco přes 2 km na severozápad od Třebenic, v údolí potoka Modly; její osu představuje silnice, spojující Třebenice s obcí Vlastislav. Na severní straně se k Teplé přimyká osada Dřínek (něm. Trschinka), s níž vesnice dohromady tvoří jednu místní část. Po levé, východní, straně údolí se nad vesnicí zvedá lesnatý masiv Jezerka (487 m) a Košťál (494 m) se zříceninou hradu Košťálov. Jihozápadně od Teplé se pak vypíná kopec Vršetín (450 m), zčásti odtěžený kamenolomem.
V roce 2009 zde bylo evidováno 38 adres. V roce 2011 zde trvale žilo 72 obyvatel.
Teplá leží v katastrálním území Teplá u Třebenic o rozloze 1,58 km².

## Historie
Nejstarší zmínka o Teplé pochází z roku 1543. V roce 1710 zde došlo k objevení železitého pramene, kterému až do poloviny 19. století připisovány léčebné účinky. Nad pramenem byla zřízena kaplička (původně dřevěná) a do Teplé konávány poutě. V letech 1926–1927 ve vesnici misionářský řád oblátů vybudoval klášter zasvěcený Neposkvrněnému početí Panny Marie, který fungoval do druhé světové války.

## Obyvatelstvo
|                                      | 1869 | 1880 | 1890 | 1900 | 1910 | 1921 | 1930 | 1950 | 1961 | 1970 | 1980 | 1991 | 2001 | 2011 |
| ------------------------------------ | ---- | ---- | ---- | ---- | ---- | ---- | ---- | ---- | ---- | ---- | ---- | ---- | ---- | ---- |
| Obyvatelé                            | 149  | 148  | 145  | 147  | 145  | 155  | 200  | 157  | 147  | 155  | 93   | 67   | 70   | 72   |
| Domy                                 | 38   | 37   | 37   | 38   | 32   | 41   | 43   | 34   | 28   | 28   | 22   | 34   | 35   | 35   |
| Tabulka zahrnuje údaje osady Dřínek. |      |      |      |      |      |      |      |      |      |      |      |      |      |      |

## Pamětihodnosti
- Bývalý řádový dům oblátů s kostelem Neposkvrněného početí Panny Marie uvnitř objektu, dnes využit jako penzion Klášter. Původní účel budovy dodnes připomíná zkratka řádu OMI nad jedním ze vchodů.
- Kaple Navštívení Panny Marie, jejíž nynější podoba pochází z roku 1854. V kapli se nalézá novodobá kopie obrazu tzv. Klatovské Madony, uctívané coby ochránkyně před dobytčím morem.
- Pomník osmi místních občanů, padlých v první světové válce
- Několik křížků, na různých místech vesnice

## Galerie

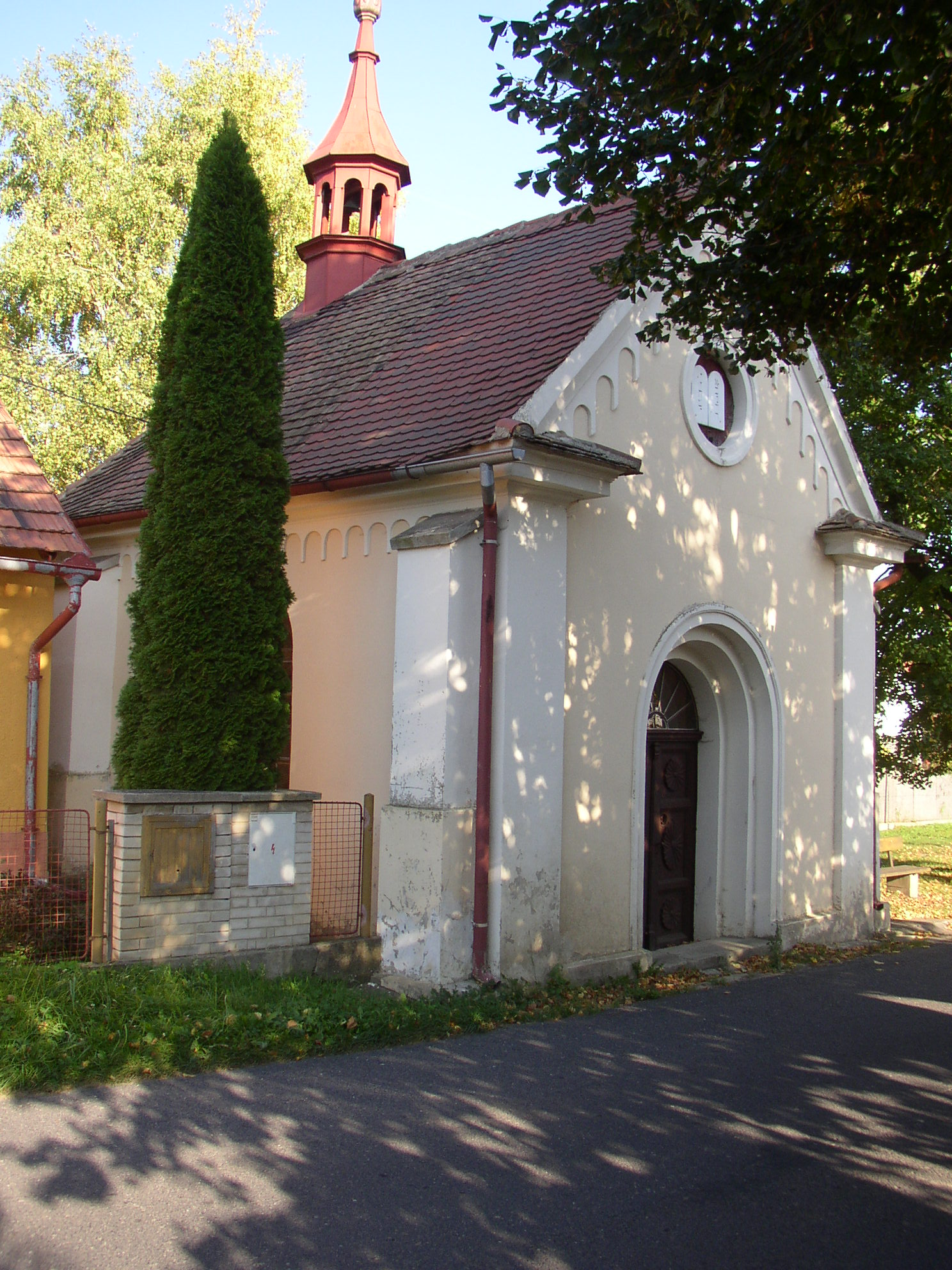
Poutní kaple Navštívení Panny Marie
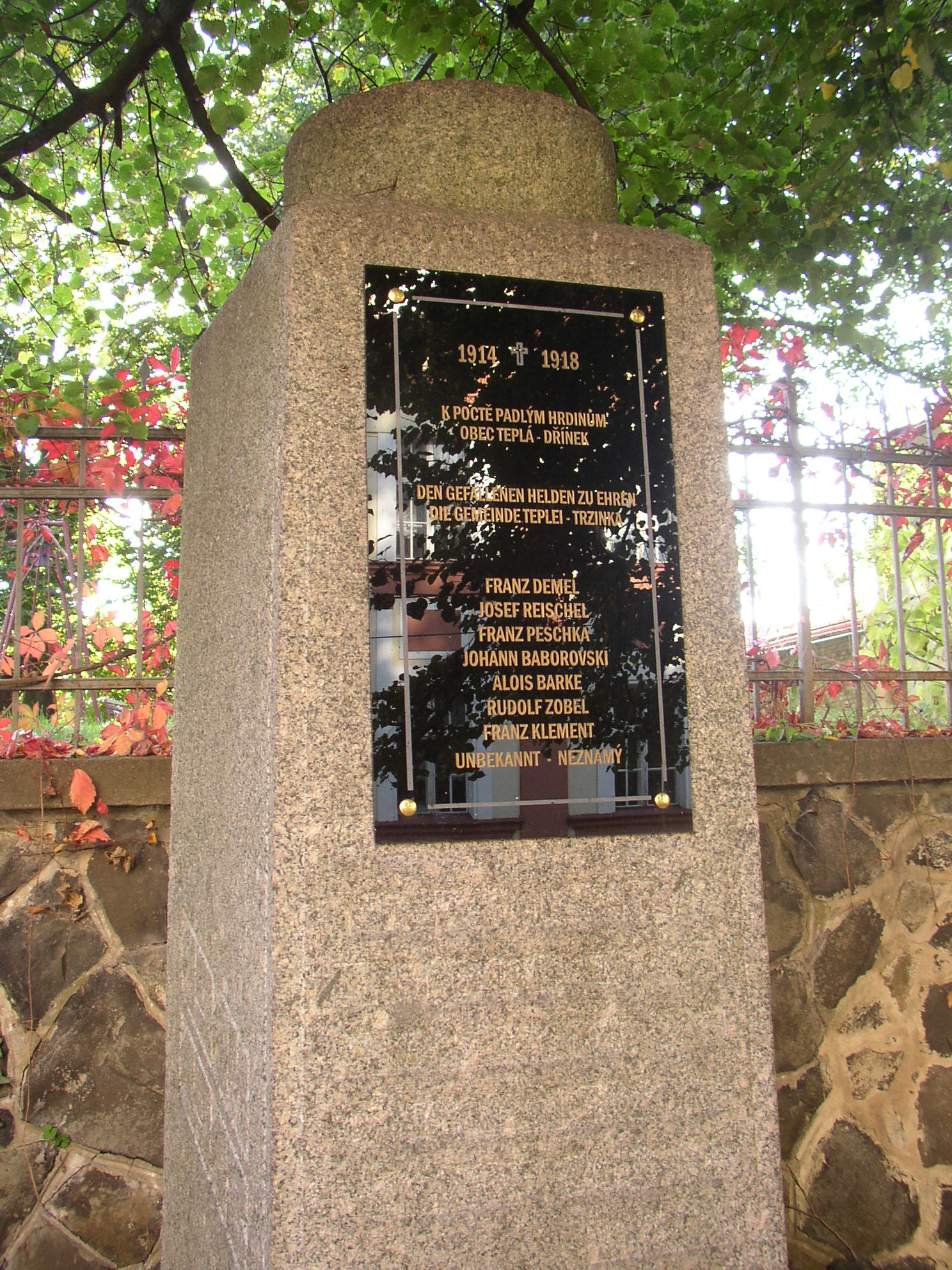
Pomník padlým